# European Trophy Junior
European Trophy Junior (Nordic Trophy Junior mellan 2007 och 2009) var en ishockeyturnering som spelades i augusti varje år, månaden innan Elitserien i ishockey drar igång. Turneringen var i princip densamma som European Trophy. Den enda skillnaden var att European Trophy Junior var en turnering för junior-ishockeyspelare, det vill säga spelare som inte fyllt 20 år. European Trophy Junior lades ner efter 2010.

## Lag
| Lag            | Stad      |
| -------------- | --------- |
| Djurgårdens IF | Stockholm |
| Frölunda HC    | Göteborg  |
| Färjestads BK  | Karlstad  |
| HV71           | Jönköping |
| Linköpings HC  | Linköping |
| Malmö Redhawks | Malmö     |

| Lag     | Stad       |
| ------- | ---------- |
| Kärpät  | Uleåborg   |
| Tappara | Tammerfors |

## Segrare genom åren

### Seriesegrare
- 2007 – Djurgårdens IF (Grupp A), Frölunda HC (Grupp B)
- 2008 – Djurgårdens IF (Grupp A), Kärpät (Grupp B)
- 2009 – Färjestads BK (Division CCM), Frölunda HC (Division Reebok)
- 2010 – Malmö Redhawks (Division CCM), Frölunda HC (Division Reebok)

### Mästare
- 2007 – Djurgårdens IF
- 2008 – Djurgårdens IF
- 2009 – Färjestads BK
- 2010 – Frölunda HC